# Mboumba
Mboumba (ou M'Boumba) est une localité du nord du Sénégal, située dans le département de Podor et la région de Saint-Louis. Elle se trouve à proximité du fleuve Sénégal et du marigot Doué, non loin de la frontière avec la Mauritanie.
Le village a été érigé en commune en juillet 2008.
Selon une source officielle, le village de Mboumba comptait 5 470 habitants et 636 ménages (avant la création de la commune). La commune de Mboumba dispose d'un collège-lycée, 2 écoles primaires, plusieurs écoles coraniques, d'un centre de santé, d'une poste, d'une maternité ainsi qu'un forage.
Sur le plan économique, la localité dispose de plusieurs aménagements agricoles exploitables toute l'année, d'un marché hebdomadaire important, ainsi que plusieurs commerces.
La population de Mboumba est détentrice d'un cheptel très important.
À vol d'oiseau, les localités les plus proches sont Mery, wuro Birom, Tiokka, Rounde, Soubalo Mboumba, Dionki, Sintiou, Boke Dialoube, Boke Dienguelbe, Ferlo. 
Le cimetière des Almamys et l'ancienne mosquée de Mboumba figurent sur la liste des Sites et Monuments classés.
Le cimetière est situé à l’intérieur de la cour royale et y sont enterrés les sept almamys Wane qui ont eu à diriger le fouta. Quant à l’ancienne mosquée, elle est vieille de plus de 300 ans, construite selon la tradition orale par Ibrahima Almami Wane, roi et guerrier sanguinaire. Pour se faire pardonner et obtenir la miséricorde divine, il construisit la mosquée, en faisant amener des ingénieurs de Tombouctou